# フラッパー

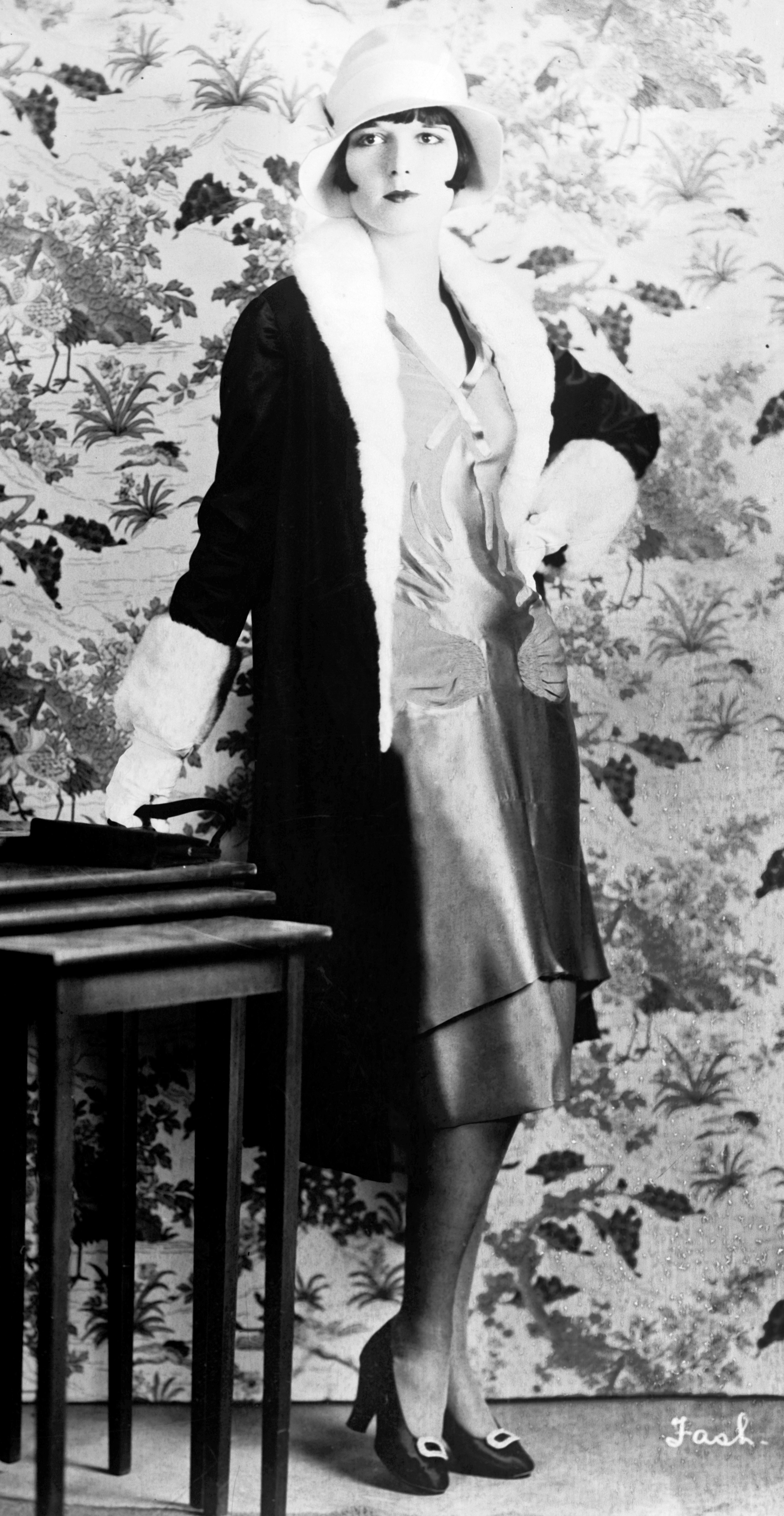
アメリカの女優ルイーズ・ブルックス（1927年）。フラッパー女優の一人と呼ばれていた。

フラッパー（英: Flapper）は、1920年代に欧米で流行したファッション、生活スタイルを好んだ「新しい」若い女性を指すスラング。それまで女性らしいとされてきた装いや行動様式ではなく、膝丈の短いスカート、ショートヘアのボブカット、ジャズ音楽などを好んで、濃いメイクアップで強い酒を飲み、性交渉、喫煙、ドライブを積極的に楽しむという、以前までの女性に求められてきた社会的、性的規範を軽視した女性たちを意味する

。
フラッパーは「狂騒の20年代」を背景として登場した。アメリカの1920年代初頭は、第一次世界大戦終結直後で社会、政治ともに未だ混乱していた時代だった。ヨーロッパからの文物流入が盛んとなり、アメリカからもジャズなどの文化がヨーロッパへと広まっていった。

## フラッパーの語源

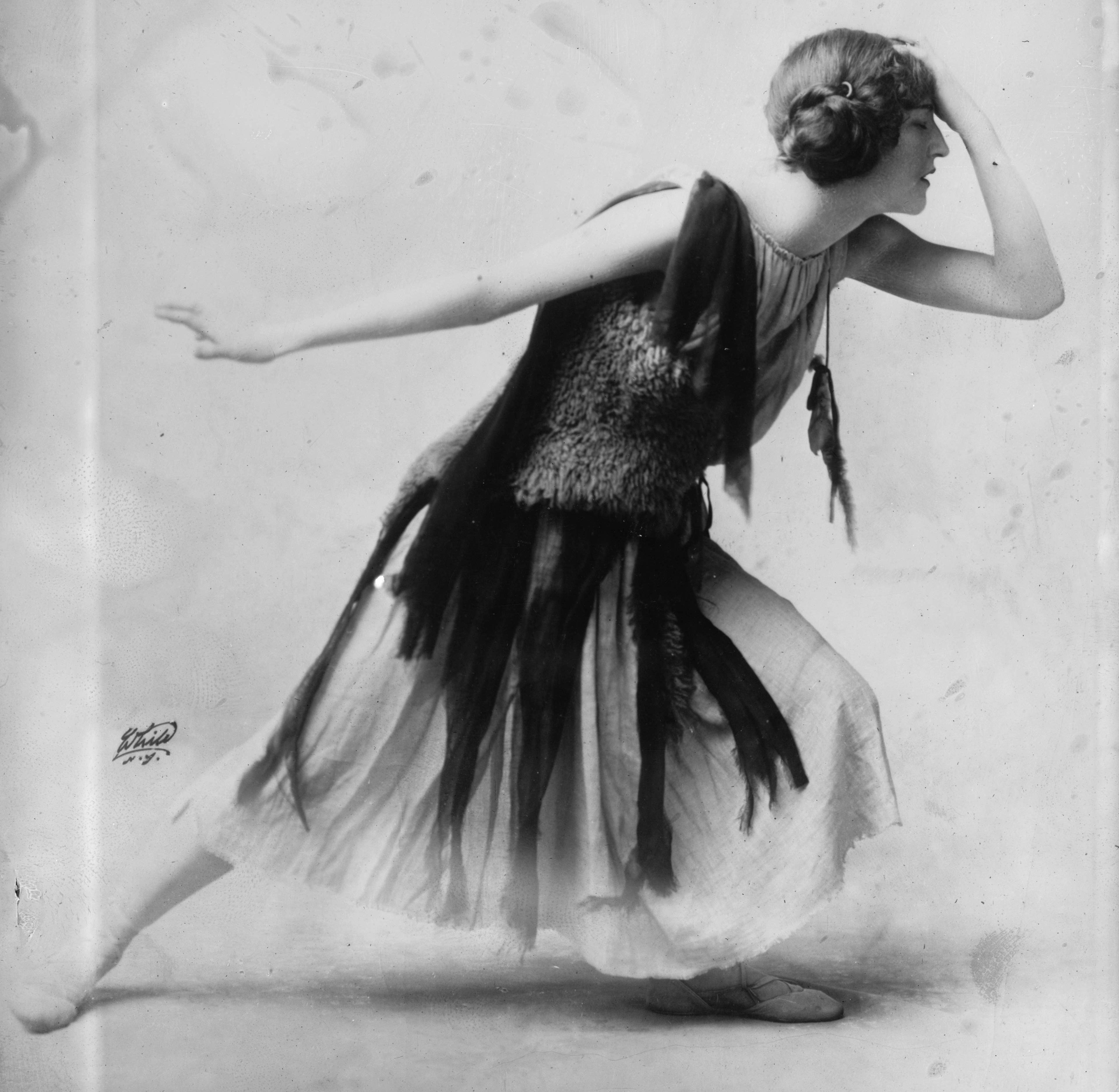
フラッパー・ドレスを着用したアメリカ人女優ヴァイオレット・ロマー (:en:Violet Romer)。1915年頃。

「フラッパー (flapper)」という言葉は、ひな鳥が羽を羽ばたかせて (flap) 飛び立つ訓練をしている様子を意味し、そこから転じて未成熟な若い女性を表すスラングとなったといわれている。また他の説として、まだ髪を結い上げることが出来ない若い女性の束ねた髪が背中でひらひらする (flap) ところから、イングランド北部で10代の少女のことをフラッパーと呼んでいたという説や、古語で娼婦のことをフラッパーと呼んでいたという説がある。
1630年代初頭では、年若い娼婦が「フラップ」というスラングで呼ばれていた。1890年代終わりのイングランドでは「フラッパー」が10代半ばの活発な少女を意味する言葉として使われるとともに、とくに年若い娼婦を意味するスラングとしても使われるようになっていた。
「フラッパー」という言葉が文献に出てくるのは、イングランドが1903年初頭、アメリカが1904年のことで、小説家デズモンド・コークが自身の大学時代を綴った『サンフォード・オブ・マートン (Sandford of Merton)』の「気絶したフラッパー」という記述が初出である。1907年にはイングランドの俳優ジョージ・グレイヴス (George Graves) が、イングランドでは舞台で軽業を売り物にする若い女芸人のことをフラッパーと称するとアメリカ人に説明している。
1908年にはイギリスの高級紙『タイムズ』でも「フラッパー」という言葉が使用されるようになった。ただしタイムズでは「“フラッパー” は、髪を結い上げ長いドレスを着用（して社交界にデビュー）する前の年若い淑女を意味する」という注釈つきで使用されていた。1910年11月にAE・ジェームズが、不運な14歳の少女を主人公として『ロンドン・マガジン』に掲載した『フラッパー陛下 (Her Majesty the Flapper)』という題名の一連の物語が人気を博している。1911年ごろまでには、新聞の劇評で「フラッパー」がいたずら好きで茶目っ気がある、あるいは異性の気を惹くそぶりを見せる役柄の代名詞として使用されるようになっていった。

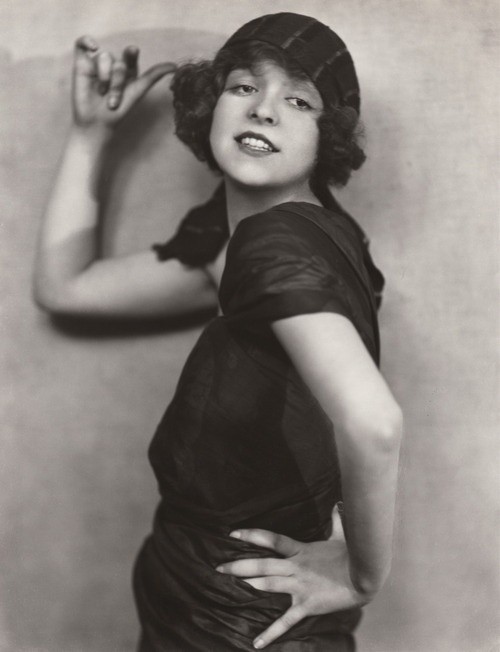
映画女優として有名になる前のクララ・ボウ。1921年。

1912年ごろまでには、ロンドンの舞台興行主ジョン・タイラー (en:John Tiller) が『ニューヨーク・タイムズ』のインタビューで、「フラッパー」を「いまにも世に出そうな」やや年長の少女という意味で用いている。「フラッパー」は大胆で溌剌とした10代の少女を指す言葉として広く知られていたが、イギリスでは徐々に衝動的な性質で大人気ない女性全般を意味する言葉となっていった。第一次世界大戦時にフラッパーという言葉はますます使用されるようになっていったが、これはおそらく出征で男性が不足した職場に女性が登用され始めたことと関係している。1919年の『タイムズ』には、戦争からの帰還兵たちが職場に復帰すると女性の職探しが難しくなり、「フラッパーたちの将来」が懸念されるという内容の記事を掲載している。このような社会情勢のなか、フラッパーは「独立心旺盛で享楽的な若い女性」を指す言葉へと変化していったのである。

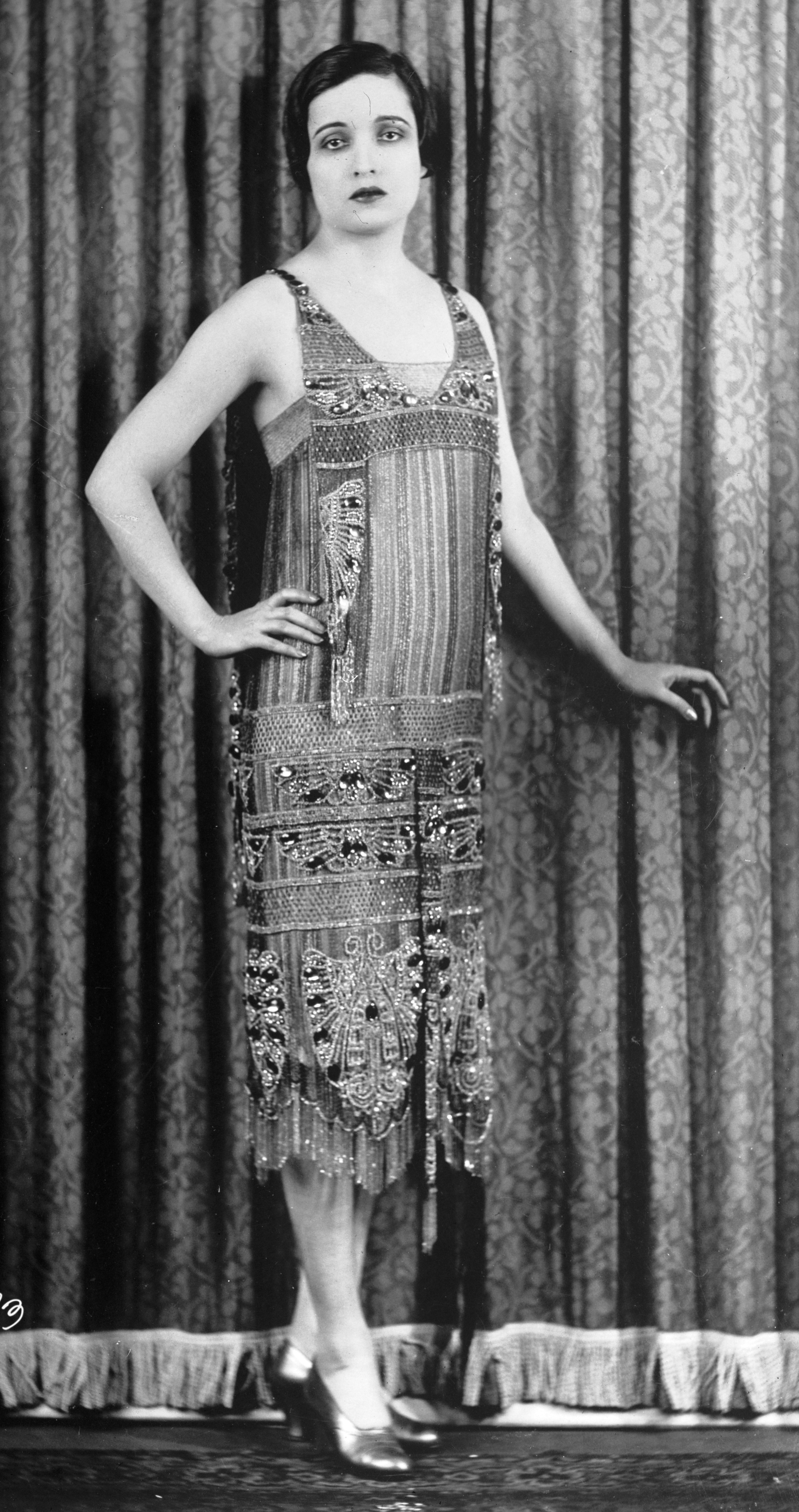
アメリカ人女優アリス・ジョイス (:en:Alice Joyce)。1926年。

1920年までに、フラッパーは特定の世代とその行動様式を示す言葉として一般的になっていった。当時のイギリスでは多くの若い男性が第一次世界大戦で命を失ったために、適齢期の女性が結婚相手を見つけられずにいた。R・マレイ＝レスリー博士はその講演で「ある種の社交家のなかには……浮ついた性格で、露出度の高い衣服を着てジャズを愛好するフラッパーと称される人々がいる。責任感がないうえに行儀も悪く、ダンス、新しい帽子、男性と自動車などを国家の大事よりも重要視する女性たちだ」と批判している。
1920年代初めのアメリカでは10代の若い女性たちが好んだ、留金をせずにオーバーブーツ（雨天時に靴に被せるゴム製、ビニール製の靴 (en:Galoshes)）を履くといったファッションを指す言葉として「フラッパー」が使われるようになった。また、歩くたびにとめられていないオーバーブーツの留め具がひらひらする様子も「フラッパー」と呼ばれていた。
イギリスでは1930年代なかばでも「フラッパー」という言葉が時々使用されてはいたが、すでに死語となりつつあった。1936年の『タイムズ』では「ブロット（泥酔 (blotto)）」などと同じくフラッパーが時代遅れのスラングに分類されている。

## フラッパーのイメージ
アメリカでフラッパーという言葉が初めて登場し、そのイメージが浸透したのは、1920年のフランシス・マリオンが脚本を書き、オリーヴ・トーマスが主演した映画『ザ・フラッパー (en:The Flapper)』によるところが大きい。トーマスは1917年に出演した映画でも『ザ・フラッパー』と同じような役を演じているが、この映画ではフラッパーという言葉は使われてはいない。その後重度の麻薬中毒になり服毒死したトーマスが最後に出演した映画でも、トーマスはフラッパーの代表格として扱われている。トーマス以降、クララ・ボウ、ルイーズ・ブルックス、コリーン・ムーア 、そしてジョーン・クロフォードらが、フラッパーというイメージを体現した女優として、大きな人気を誇った。
アメリカでは禁酒法がフラッパーの増加の一因となっている。合法のサロンや会員制のキャバレー、裏通りのもぐり酒場 (en:Speakeasy) が多く作られ、秘密裏に酒を提供する場所として人気を得た。遵法精神および宗教観に根ざした禁酒運動と、事実上どこでも酒を口にすることができるという現実との乖離が、権力への軽視という風潮となった。また、フラッパーは1890年代に理想とされたギブソン・ガールの反動でもあった。
F・スコット・フィッツジェラルドやアニタ・ルース (en:Anita Loos) といった著述家、ラッセル・パターソン (en:Russell Patterson)、ジョン・ヘルド・ジュニア (en:John Held, Jr.)、エセル・ヘイズ (en:Ethel Hays)、フェイス・バロウズ (en:Faith Burrows) といったイラストレーターが、フラッパーの外見や生活スタイルを取り入れた作品を発表して、フラッパーの大衆化に大きく貢献した。これらの作品を通じてフラッパーは、蠱惑的、奔放、自立した女性というイメージで見られるようになっていった。しかしながら詩人、評論家ドロシー・パーカーが「フラッパーを憎む詩」を著したように、フラッパーの流行を好ましく思わない人々も存在していた。フラッパーを「軽薄な様子の格好でタバコを吸いカクテルを口にする、それがフラッパー」と非難する労働組合や、「最低の知力」「教育者にとってどうしようもない厄介者」と評したハーバード大学の心理学者がいた。

### 行動様式
1920年代においてフラッパーの振る舞いは風変わりで、それまでの伝統的な女性観を覆すものだと考えられていた。イギリスのマスコミではフラッパーを、恋愛に積極的で、奔放かつ気軽に性交渉を持ち、伝統的価値観に反抗する傾向が強いステレオタイプとして表現していた。女性の一生のうち、年少の特定の時期を指すフラッパーという概念は、ドイツからイギリスにもたらされたものだと主張するものもいる。ドイツでは10代の少女を「Backfisch」と呼んでおり、この言葉はもともと市場で売買されるほどには成長していない魚を意味していた。ドイツ語で「Backfisch」が若い女性を意味するということは1880年代終わりにはイギリスでも知られていたが、この時代には非常に慎み深い女性を指す言葉として理解されており、反抗的で伝統的価値観を軽視するフラッパーのイメージとは異なったものだった。フラッパーは、夜になるとジャズ・クラブへ繰り出して挑発的なダンスを踊り、煙草をたしなんで不特定多数の男性との逢瀬を気ままに楽しむような、勝気な若い女性だとみなされていた。活動的でスポーツを好み、自転車や車を乗りこなす、禁酒法に反抗しておおっぴらに酒を飲むなどというのが、フラッパーの典型的なイメージとなっていった。当時のアメリカではチャールストン、シミー、バニー・ハグ (en:Bunny Hug)、ブラック・ボトム (en:Black Bottom) など激しいダンスが隆盛していた。

### ペッティング・パーティー
ヴィクトリア朝時代に比べると、1920年代では男女間の肉体的接触がごく普通に行われるようになった。肉体的接触を主たる目的としたペッティング・パーティーが開かれるようになり、人気の娯楽にもなっている。若い世代からしてみれば、このようなパーティを「男子禁制」「女子禁制」といった昔ながらの名目で開くことは欺瞞にしか思えなかった。このようなパーティーは大学内で多く行われており、若い男女が「一緒に集まり、監視の眼がない場所でかなりの時間をともに過ごした」といわれている。その代表作『グレート・ギャツビー』（1925年）で、デイジー・ブキャナンというフラッパーを登場させているアメリカの作家F・スコット・フィッツジェラルドは、しつこいリポーターに付きまとわれて質問されたことを文章にしている。
1950年代の『ライフ』ではペッティング・パーティーを「20年代に流行した、ひどい風習だった」と紹介しており、『キンゼイ報告』では「20年代以降、現在でも存在している」と記述されている。

## フラッパーの外見
フラッパーはその不遜な態度とともに、特徴的なファッションでも知られていた。主にフランスからの流行、とくにココ・シャネルの先進的なスタイルを取り入れたもので、当時爆発的な流行を見せていたジャズを伴奏として踊るダンスに向いたドレスが人気となった。フラッパーの外見はフランスでは「ギャルソンヌ (仏: garçonne、「少年」の女性形)」と呼ばれるようなボーイッシュなもので、髪型はショートヘア、ドレスは腰部のくびれがないストレートなシルエットで胸を平らに見せるものだった。遅くとも1913年までには、痩身の若い女性が典型的なフラッパーのイメージとなっていた。アメリカ人オペラ歌手リリアン・ノーディカ (en:Lilian Nordica) は、1913年のニューヨークで流行していたファッションについてコメントを残している。
1910年代初めの時点では、フラッパーのファッションはフランスの少年のようだとみなされていた。1920年代でも、フラッパーの典型的なファッションだった頭にフィットした帽子はこの当時から好まれていたが、スカートは丈の短いものよりも裾を極端に絞ったホブルスカート (en:Hobble skirt) が多かった。
ショートヘア、腰部のくびれのないストレートなドレス、ひざ丈のスカートといった、現在フラッパーの典型と考えられているスタイルは、1926年ごろから見られるようになり、型破りなファッションと挑発的な振る舞いと「フラッパー」という言葉が同一視されるようになった。1915年の『タイムズ』には、フランス駐在軍のクリスマスの娯楽が「青いショートスカート、パリジャン風の帽子、フラッパーの髪型」で女装した兵士が演じる艶笑劇だったという記事が掲載されている。
フラッパーが女性のファッションにもたらした重要な点として、身体を締め付けていたコルセットの追放、スカート丈やガウン丈の短詰、ショートヘアのボブカットが挙げられる。こういったスタイルを世間に浸透させることに貢献したのが、オリーヴ・ボーデン (en:Olive Borden)、オリーヴ・トーマス、ドロシー・マッケイル (en:Dorothy Mackaill)、アリス・ホワイト (en:Alice White)、ビーブ・ダニエルズ、ビリー・ダヴ (en:Billie Dove)、ヘレン・ケイン、ジョーン・クロフォード、レアトリス・ジョイ (en:Leatrice Joy)、ノーマ・シアラー、ローラ・ラ・プランテ (en:Laura La Plante)、ノーマ・タルマッジ、クララ・ボウ、ルイーズ・ブルックス、コリーン・ムーアといった女優たちだった。1920年代初頭にはフラッパーが、新聞の『ブロンディ』や『フリッツィ・リッツ』(アーニー・ブッシュミラー著)『Mopsy』(グラディス・パーカー著)､『Flapper Fanny Says』(エセル・ヘイズ著)といった連載漫画に登場するようにもなっている。

### 衣服

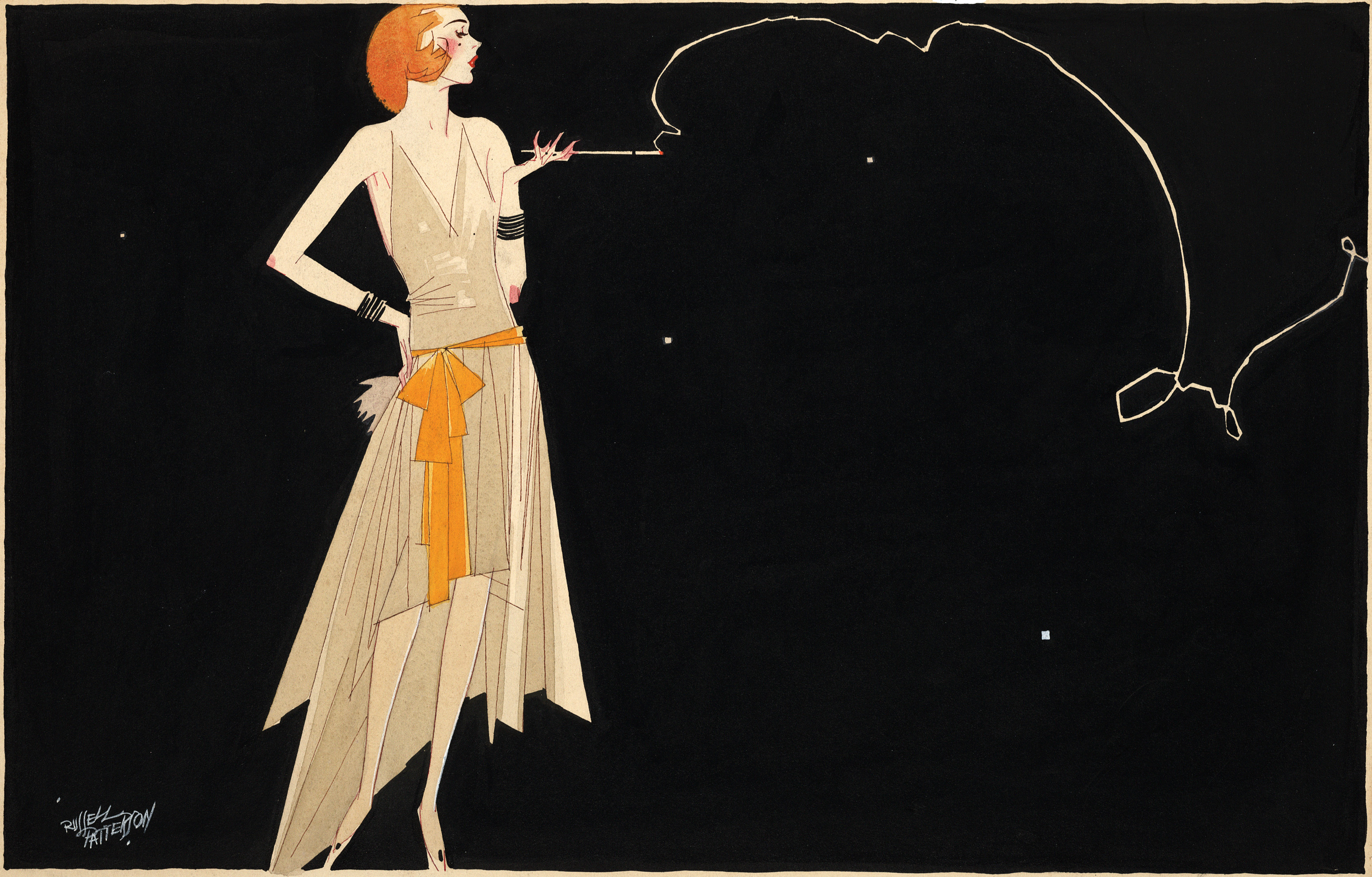
アメリカのイラストレーターであるラッセル・パターソン (:en:Russell Patterson) が描いた『火のないところに煙は立たぬ』。1920年代のドレスを着たフラッパーがデザインされている。

フラッパーのドレスはまっすぐでゆったりとして腕はむき出しになっており、脚にはシルクかレーヨンのガーター・ストッキングを着用していることが多い。スカートはひざ丈で、ダンス中や歩行中には風を受けて脚が見える。なかには脚を強調する目的でひざに頬紅を塗るフラッパーもいた。シュミーズドレスの一種であるローブ・ド・スタイル (en:Robe de style) と呼ばれるタイプのドレスも好まれた。ハイヒールの靴も流行し、ヒールの高さは 5 cm から 8 cm程度のものが人気があった。

#### 肌着
フラッパーは伝統的なコルセットを嫌い、それまでのパンタロンと呼ばれる長い下着でなく、はるかに短いパンティを愛用した。ダンスのときにも身体全体を締め付けるコルセットではなく、胸だけを押さえる胴着 (en:Bodice) を着用して踊った。伝統的なコルセットが胴を締め付けて胸と腰を強調するデザインだったのとは異なり、フラッパーが着用したコルセットは柔軟な素材でつくられ、身体のラインをなめらかにして起伏が乏しいシルエットに見せるためのものだった。起伏に乏しいコルセットがフラッパーの外見をよりボーイッシュなものにした。また、胸を押さえつけるタイプのブラジャーの普及がボーイッシュな印象をさらに強めていった。

### 髪型とアクセサリー

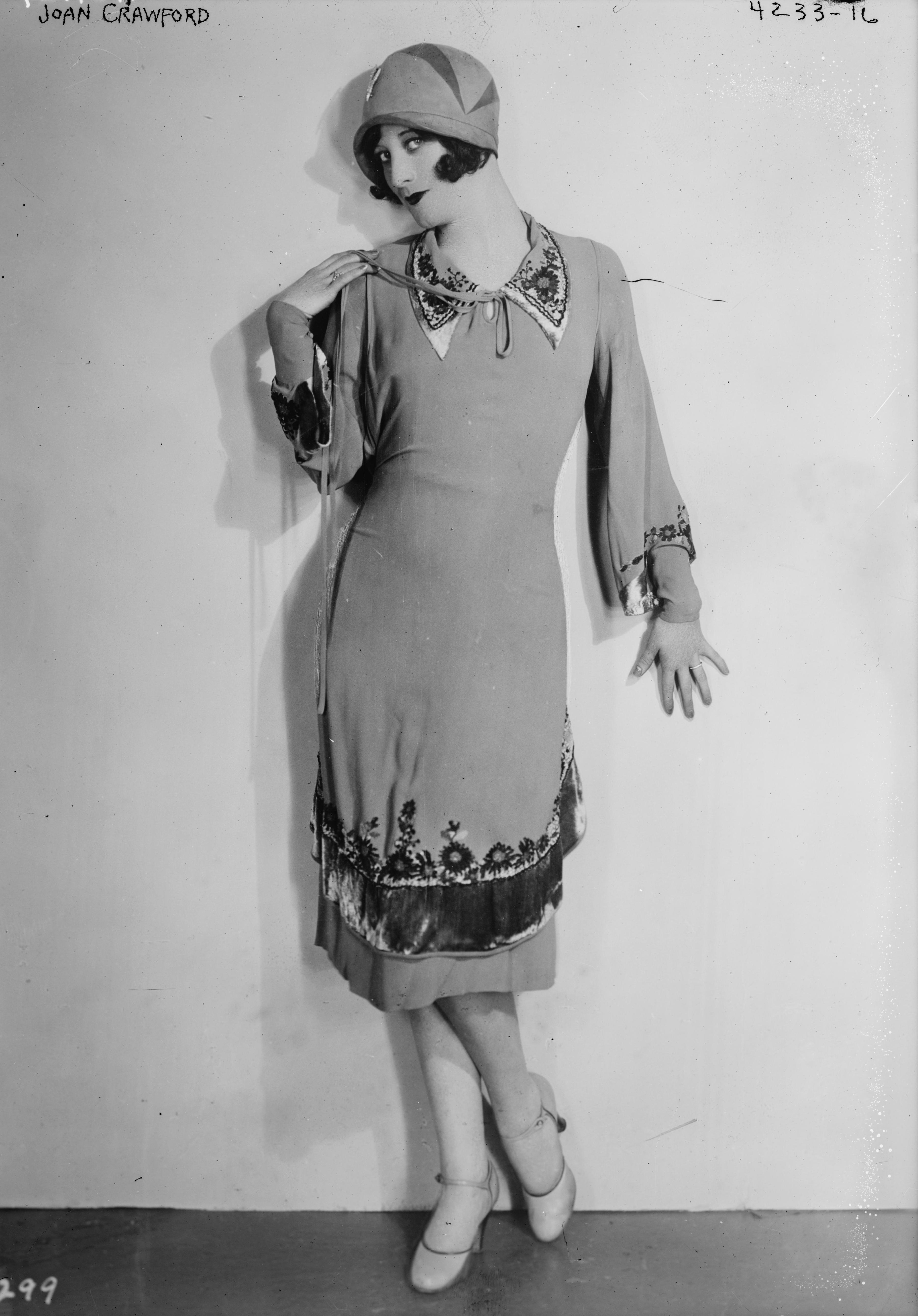
アメリカの女優ジョーン・クロフォード（1929年）。フラッパーのイメージの浸透に大きく貢献したスター女優の一人。

フラッパーの間で流行した髪形は、ボブカット、イートンクロップ、シングルボブなどのショートヘアで、スタイリングには指と櫛でウェーブをつけるフィンガー・ウェイブ (en:Finger wave) が多用された。帽子はキャスケットやクローシェに人気があった。装飾品はアール・デコ様式のアクセサリーが好まれ、とくに何重にもなったビーズのネックレスや、飾りピン、指輪、ブローチが用いられた。ほかに鼈甲縁のメガネも人気があった。

### 化粧品
1890年代のフランス人女優ポレール (en:Polaire) が、短い無造作な髪型で口元と目元を顔料でくっきりと強調した化粧をする女性の先駆者だったといえる。フラッパーの化粧も、徐々に舞台役者のメイクのような非常に濃い化粧になっていった。リップスティック容器の進歩、コンパクト・ミラーの普及とともに、フラッパーの間では赤く膨れたような唇と、コール (kohl) という顔料で暗く縁取りされた目元、そして頬紅が流行した。
フラッパーの間では、当初青白い肌がもてはやされていたが、ココ・シャネルが日焼けした肌で世間の注目を集めてからは、小麦色に日焼けした肌が流行した。女性も余暇には家に閉じこもることなく屋外でスポーツをすることが健康的であると考えられるようになっていった。

## フラッパーがアメリカ社会にもたらした変革
フラッパーに続いて、息苦しいほどに身体を締め付けるドレスや紐から解放された女性たちは、家から出て自由に外を歩き回ることができるようになり、この機会を十分に楽しむようになった。フラッパーはアメリカの女性たちの生活スタイルを、衣服の面から大きく変革したのである。
ファッションの変化は、アメリカ人女性が理想とする概念の大きな変革を意味するといってもいい。ショートスカートやショートヘアは、女性の伝統的な社会的束縛からの解放の象徴でもあった。女性の道徳的概念の変化は、婚前交渉、避妊、飲酒といった伝統的価値観の軽視となって表れた。第一次世界大戦以前には女性が酒場に足を踏み入れることはなかったが、戦後になると駅に出入りするかのように、気軽にもぐり酒場に出入りする女性が表れだしたのである。人前で毒づいたり煙草を吸ったりする女性が普通に見られるようになり、スカートも下着もどんどん短くなっていった。仕事場では女性と男性が張り合うようになり、経済的に自立した女性は金銭面以外でも男性に頼る必要がなくなった。
このような新しいタイプの女性たちは性別の垣根を越え始め、性的にも経済的にも自由を謳歌し始めた。女性たちは髪を切り、ゆったりとした服装に着替え、ひざ丈のドレスを身にまとった。窮屈な腰周りや、裾を引きずるような長いドレスに悩まされることもなくなった1920年代の現代女性は自立的な思考の持ち主であり、それまでの因習から解放されたのである。フラッパーはこのような現代女性の中心的立場にあり、その役割は狂騒の20年代を通じて変わることはなかった。フラッパーは、強い個性、行動力、さらには移り気を理想とし、女性の慎ましさ、純潔、貞淑など、それまで男女ともに重要視していた伝統的道徳律を無視した。自身が持つ力を誇示していたフラッパーだったが、直後に起こったウォール街大暴落、世界恐慌の影響を免れることはできなかった。フラッパーの大胆な享楽主義は、1930年代の経済苦境のなかでは受け入れがたいものだったのである。